# دوکا (بازیکن)
دوکا (انگلیسی: Doca؛ زادهٔ ۷ آوریل ۱۹۰۳) یک بازیکن فوتبال اهل برزیل است.
وی همچنین در تیم ملی فوتبال برزیل بازی کرده‌است.